# French King Bridge

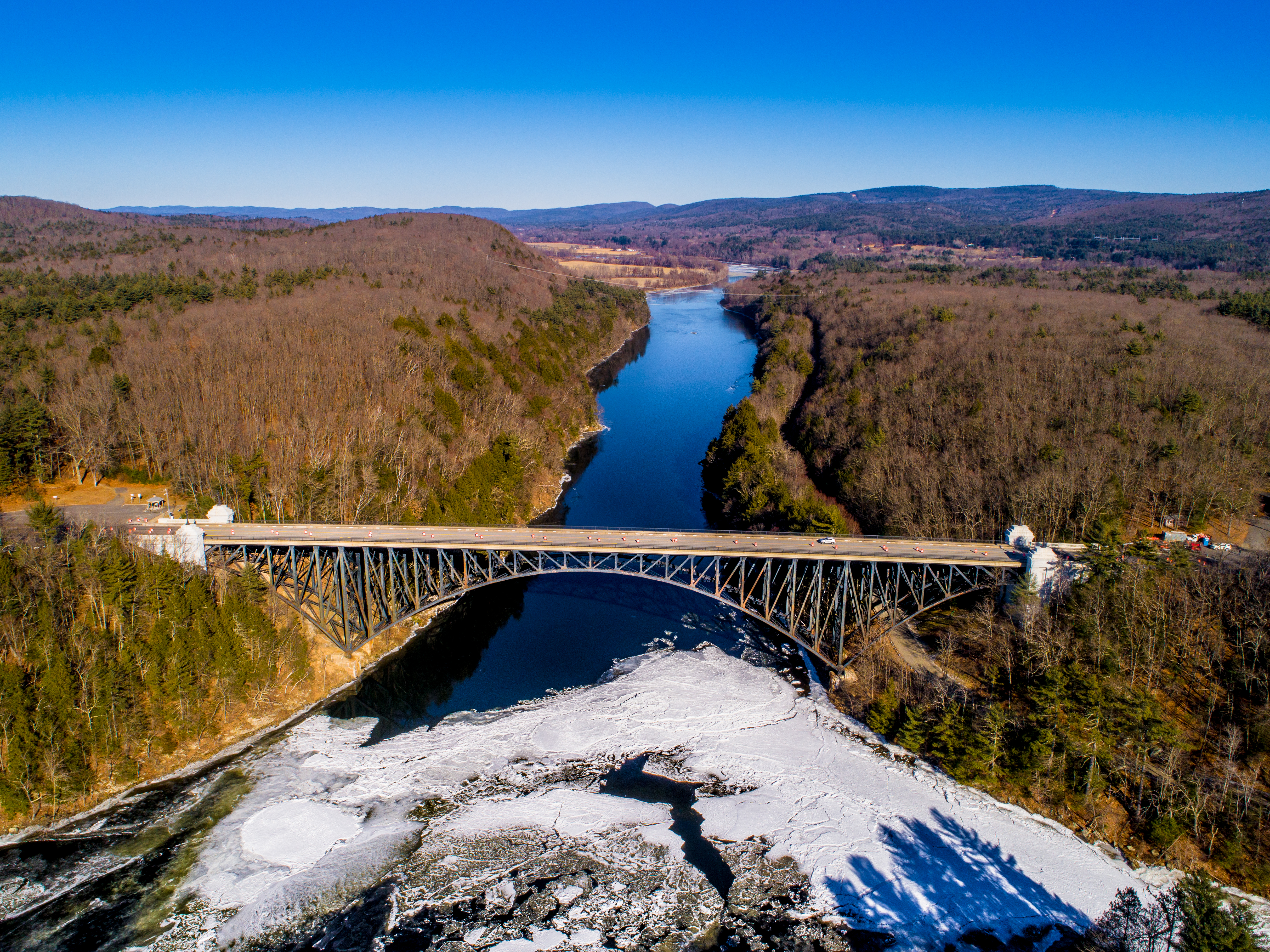
French King Bridge

French King Bridge (Most francouzského krále) je ocelový obloukový most přes řeku Connecticut v okrese Franklin County (hlavní město Greenfield) v americkém státě Massachusetts (USA). Most přetíná řeku Connecticut přibližně u soutoku s Millers River poblíž obcí Erving a Gill. Přes most vede  spolková státní silnice Massachusetts Route 2, zde totožná s historickou stezkou Mohawk Trail. Most je určen pro automobilovou dopravu, cyklisty a pěší a je ve vlastnictví a pod správou oddělení pro dopravu Massachusetts Department of Transportation (MassDOT).

## Historie a název

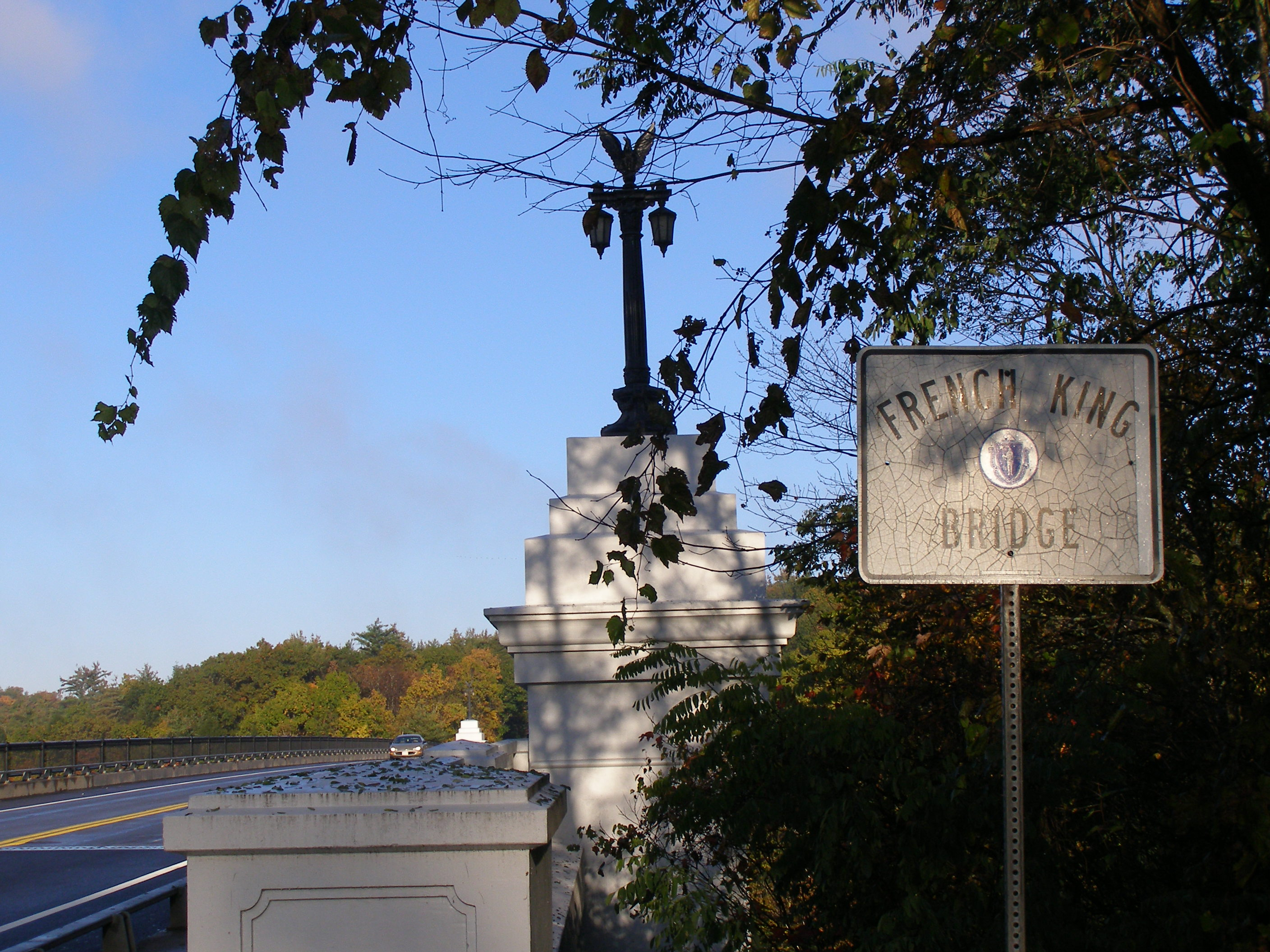
French King Bridge, jihovýchodní strana mostu

French King Bridge byl koncipován jako součást projektu ministerstva státních silnic (State Highway Department), jehož cílem bylo nově řešit nebezpečný úsek staré stezky Mohawk Trail mezi obcemi Erving a Greenfield. Původní silnice se vinula obcemi Millers Falls a Turners Falls a vyznačovala se četnými strmými výškovými rozdíly, ostrými zatáčkami, úzkými mosty a křižujícími železničními přejezdy. Největší překážkou byla ale rokle, kterou protékala Connecticut. Se stavbou mostu se započalo 1931, 1932 byl dokončen a předán do provozu. 1992 byl důkladně zmodernizován, v letech 2008–2010 pak renovován. Most je oblíbeným výletním místem v období tzv. indian summer.
Útes poblíž dnešního mostu, French King Rock, údajně pojmenoval francouzský důstojník během francouzsko-indiánských válek v polovině 17. století, název se později začal používat i pro most samotný.

## Data konstrukce

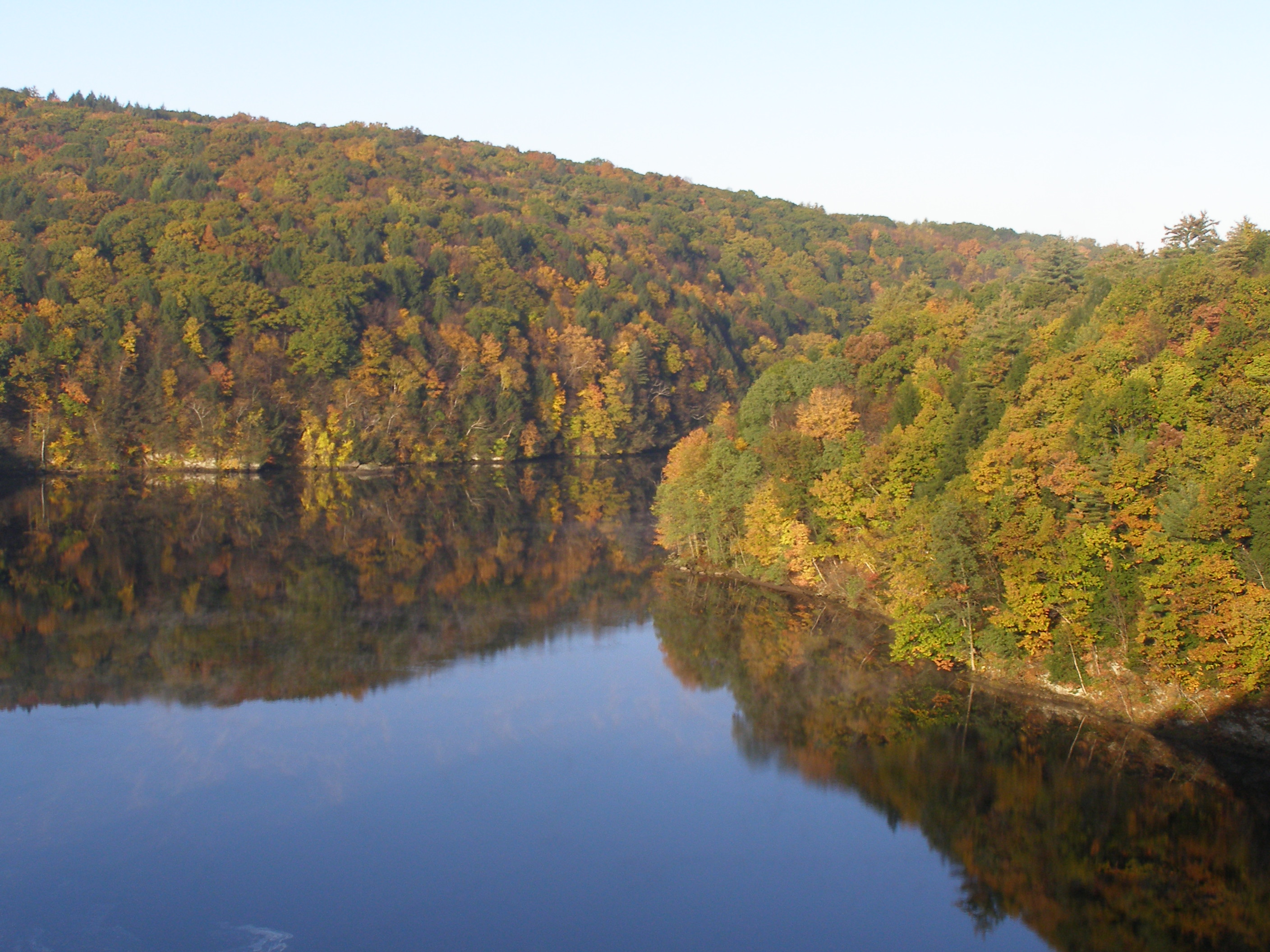
Pohled z mostu v době tzv. indiánského léta

Generálním dodavatelem byla firma McClintic-Marshall Co. of Chicago, Illinois & Pittsburgh, Pennsylvania. Základní údaje:
|                 |                                   |  |
| typ             | ocelový obloukový most            |  |
| šířka           | 14,57 m                           |  |
| délka           | 238,4 m                           |  |
| počet oblouků   | 3                                 |  |
| rozpětí oblouků | 49,1 m – 140,2 m – 49,1 m         |  |
| denní provoz    | 16 200 automobilů (2015 průměrně) |  |

V roce předání do provozu (1932) vyhlásil Americký institut pro ocelové konstrukce (American Institute of Steel Construction, AISC) French King Bridge nejkrásnějším mostem své třídy v zemi.